# Marsupella africana
Marsupella africana là một loài Rêu trong họ Gymnomitriaceae. Loài này được Stephani ex Bonner mô tả khoa học đầu tiên năm 1953.